# Campeonato Potiguar Segunda Divisão 2023
In 2023 werd de 26ste editie van de Campeonato Potiguar Segunda Divisão gespeeld voor voetbalclubs uit de Braziliaanse staat Rio Grande do Norte. De competitie werd georganiseerd door de FNF en werd gespeeld van 1 oktober tot 19 november. Baraúnas werd kampioen.
Alecrim, dat vorig jaar de titel behaalde speelde eerder dit jaar in de Série A en degradeerde daar en mocht datzelfde seizoen terug aantreden in de Segunda Divisão? 

## Eindstand
| Plaats | Club        | Wed. | W | G | V  | Saldo | Ptn. |
| ------ | ----------- | ---- | - | - | -- | ----- | ---- |
| 1.     | Baraúnas    | 10   | 6 | 0 | 4  | 31:10 | 18   |
| 2.     | Parnamirim  | 10   | 5 | 1 | 4  | 22:23 | 16   |
| 3.     | Alecrim     | 10   | 5 | 1 | 4  | 14:15 | 16   |
| 4.     | Laguna      | 10   | 4 | 2 | 4  | 17:13 | 14   |
| 5.     | Riachuelo   | 10   | 0 | 0 | 10 | 3:44  | 0    |
| 6.     | Mossoró (1) | 10   | 8 | 0 | 2  | 23:5  | 0    |

 (1): Mossoró werd gediskwalificeerd vanwege onregelmatigheden in de registratie van de club. In de statuten van de club stond dat de club een amateurstatus heeft. 
|  | Kampioen, promotie naar Série A 2024 |

1947 · 1948-1967 · 1968 · 1969-1979 · 1980 · 1981 · 1982-1997 · 1998 · 1999 · 2000 · 2001 · 2002 · 2003 · 2004 · 2005 · 2006 · 2007 · 2008 · 2009 · 2010 · 2011 · 2012 · 2013 · 2014 · 2015 · 2016 · 2017 · 2018 · 2019 · 2020 · 2021 · 2022 · 2023 · 2024